# Baugewerkschule Kaiserslautern

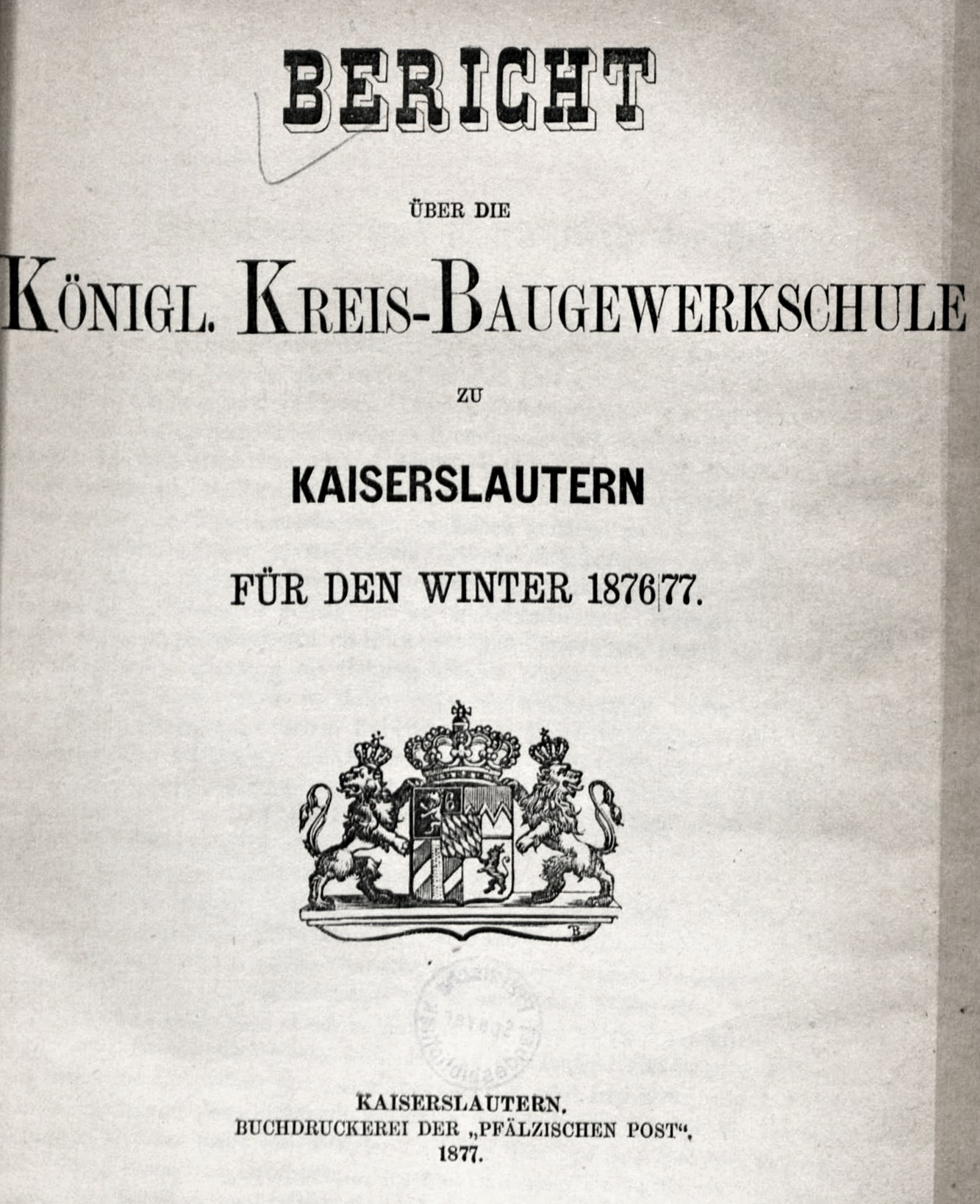
Jahresbericht 1877 der Baugewerkschule Kaiserslautern

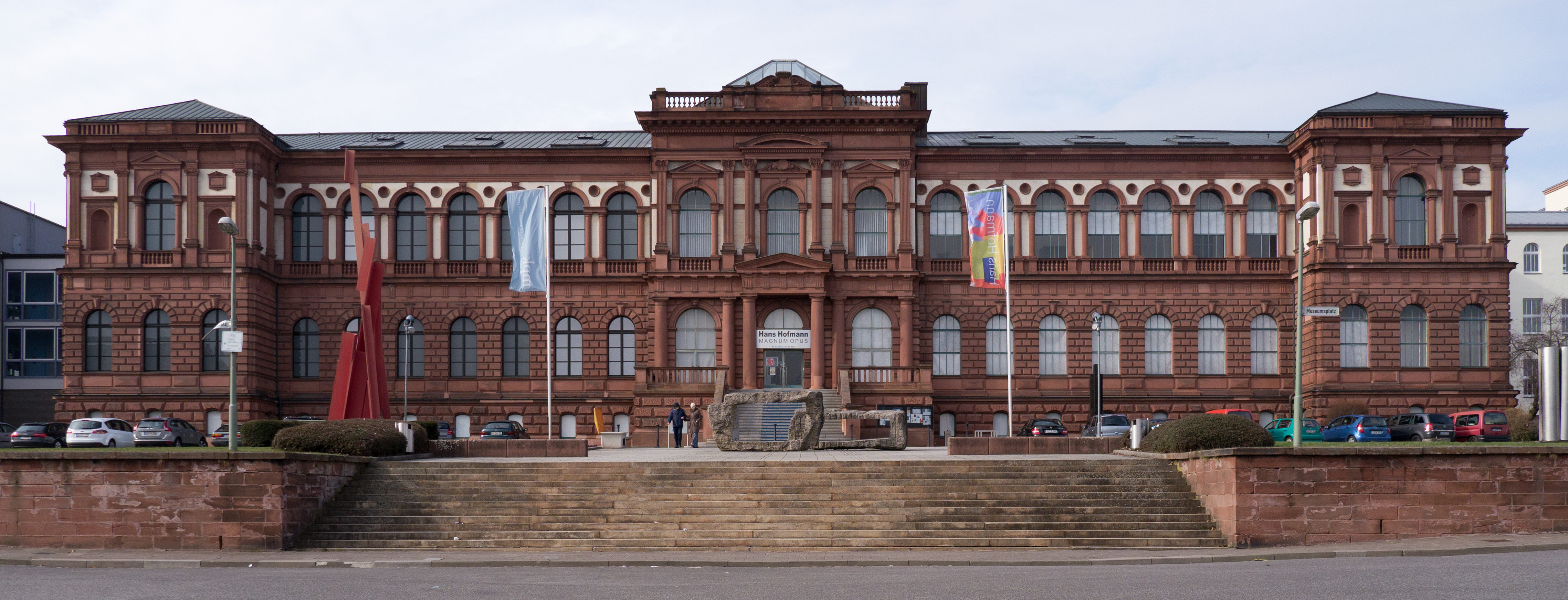
Pfalzgalerie Kaiserslautern, ursprüngliches Schulgebäude

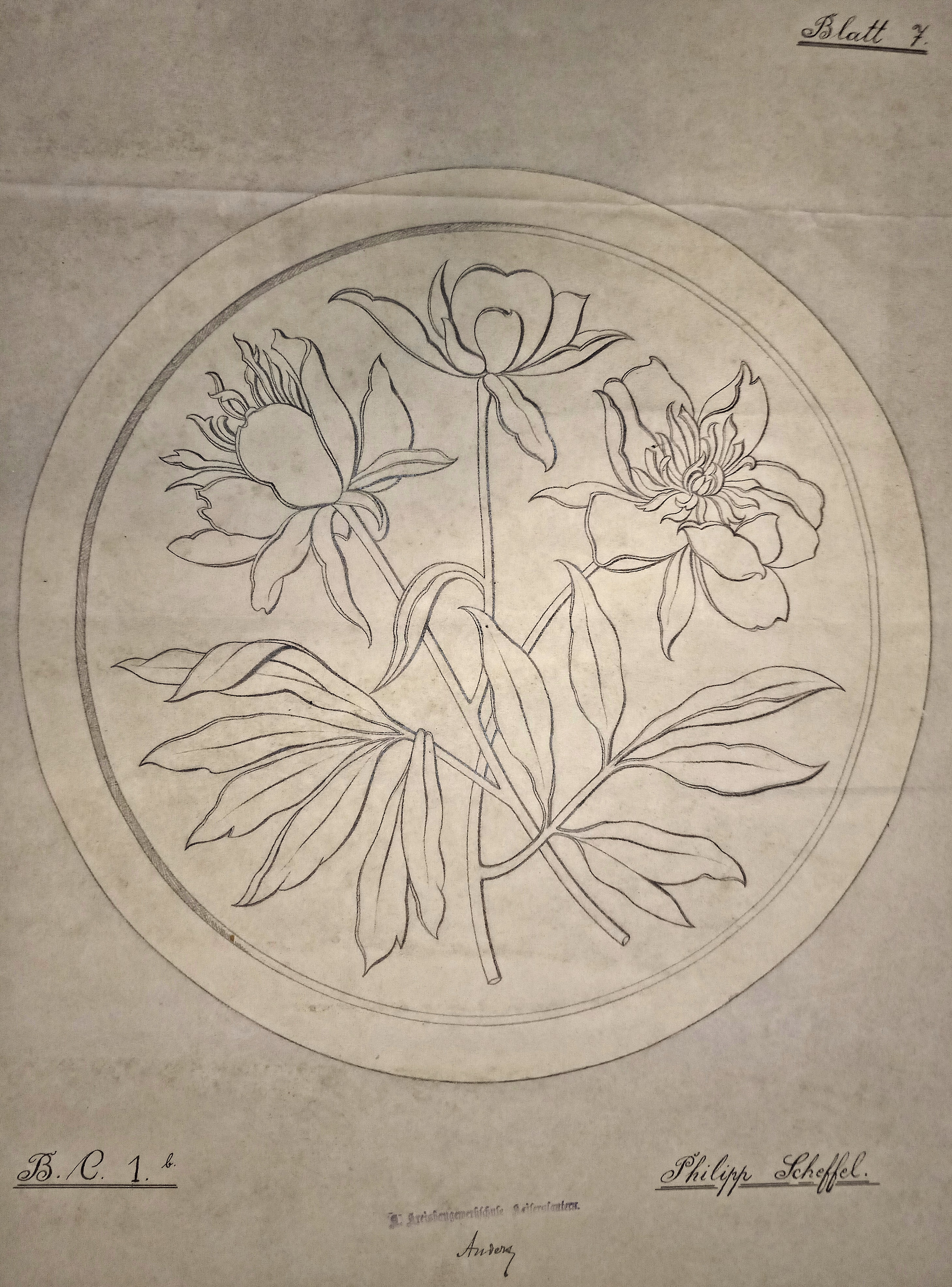
Ornamentzeichnung des späteren Zimmerermeisters Philipp Scheffel, Grünstadt, gefertigt in der Baugewerkschule Kaiserslautern, Wintersemester 1907/1908

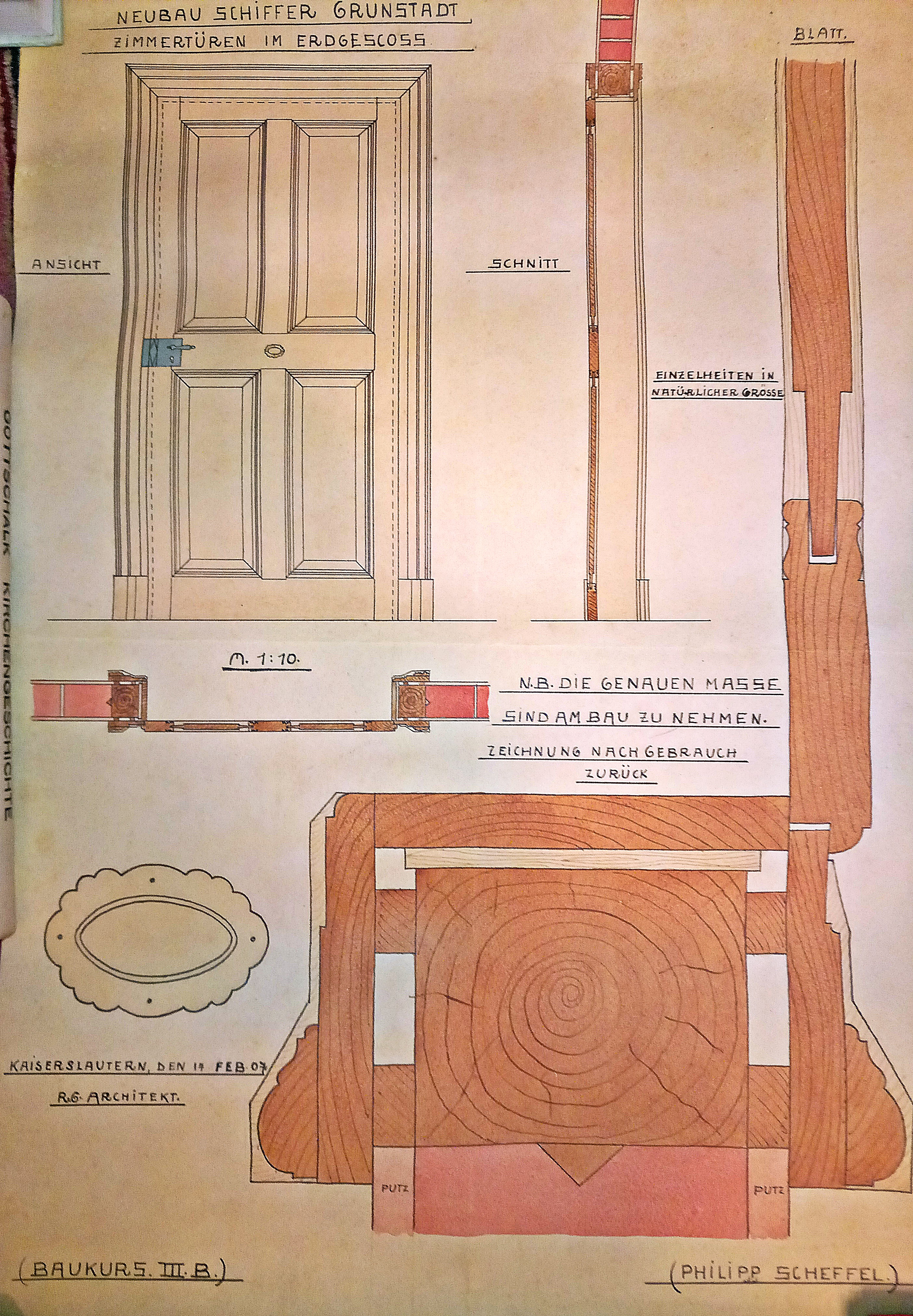
Detailzeichnung 1907, für ein Bauprojekt in Grünstadt, gefertigt von dem Zimmerermann Philipp Scheffel (Grünstadt) an der Königlichen Kreis-Baugewerkschule Kaiserslautern

Die Königliche Kreis-Baugewerkschule Kaiserslautern wurde 1874 nach dem Vorbild der Königlichen Baugewerksschule München gegründet. Sie diente der künstlerisch-technischen Berufsausbildung in der Bayerischen Rheinpfalz.

## Geschichte
Um auch im linksrheinischen und weit vom Landeszentrum entfernten Teil des Königreichs Bayern  die Ausbildung hochwertiger Fachkräfte für das Bau- und Kunsthandwerk zu gewährleisten, gründete die Regierung dort 1874 eine Baugewerksschule mit Sitz in Kaiserslautern, das zentral im pfälzischen Gebiet lag. Das Institut entstand in Anlehnung an die bereits 1823 gegründete Baugewerkschule München. Gleichzeitig gründete man auch das „Pfälzische Gewerbemuseum“ zur Ausstellung von historischen und neuen Produkten des pfälzischen Kunsthandwerks. Regierungspräsident Paul von Braun förderte die Projekte nachhaltig; Direktor beider Institutionen wurde der Architekt Karl Spatz (1845–1907), der auch das Gebäude entwarf, in dem beide gemeinsam angesiedelt werden sollten, die heutige Pfalzgalerie Kaiserslautern. Sie wurde zwischen 1875 und 1880 erbaut. Die Baugewerkschule nahm das Erdgeschoss ein, das Museum lag im Obergeschoss.
§ 1 der Schulsatzung fasste den Zweck folgendermaßen zusammen: „... jungen Leuten welche dem Bauhandwerke sich gewidmet haben oder zu widmen beabsichtigen, sohin hauptsächlich den Maurern, Steinhauern, Zimmerleuten, Schlossern, Tünchern, Tischlern, Dach- und Schieferdeckern, die zum rationellen Betriebe des Handwerks erforderlichen Kenntnisse zu vermitteln. Der in der Schule erteilte Zeichenunterricht hat den weiteren Zweck, durch Übungen im Zeichnen, nach stilgerechten Mustern, den Geschmack zum Vorteile der gewerblichen Erzeugnisse zu bilden und zu veredeln.“
Um den regulären Arbeitsbetrieb der Schüler möglichst wenig zu stören, fand der Unterricht lange Jahre nur in den auftragsschwachen Wintermonaten statt. Wegen Platzmangel zog die Kreis-Baugewerkschule 1897 in ein neu errichtetes Schulhaus hinter der Pfalzgalerie und überließ diese gänzlich dem „Pfälzischen Gewerbemuseum“. Beide Gebäude wurden 1944 durch Kriegseinwirkung zerstört und nur die Pfalzgalerie wieder aufgebaut.
1897 bis 1908 fungierte Ferdinand Moser als Direktor der Baugewerkschule und des Museums, Eduard Brill wurde 1910 sein Nachfolger. Ab 1913 hieß das Institut „Kreisbauschule“, ab 1956 „Pfälzische Ingenieurschule für Bauwesen Kaiserslautern“. 1969 mit der „Staatlichen Ingenieurschule für Maschinenwesen“ zur „Staatlichen Ingenieurschule für Bau- und Maschinenwesen“ verschmolzen, ging das Institut 1971 in der Hochschule Kaiserslautern auf. Auch die heutige „Meisterschule für Handwerker in Kaiserslautern“ führt sich direkt auf die frühere Baugewerkschule zurück. Sie steht in Trägerschaft des Bezirksverbandes Pfalz.
Janez Šubic (1850–1889), einer der namhaftesten Maler Sloweniens, war 1884–1889 Lehrer für dekorative Kunst an der Königlichen Kreis-Baugewerkschule Kaiserslautern, ihm folgte Caspar Augustin Geiger (1847–1924); Theodor von Kramer unterrichtete Freihandzeichnen und Dekorationsmalerei. Gustav Adolf Bernd (1869–1942), der die berühmte Winzerskulptur neben dem Kurhaus Bad Dürkheim schuf, war hier ausgebildet worden und lehrte später Bildhauerei. Auch der Impressionist Albert Weisgerber und der Architekt Hermann Alker besuchten das Institut als Schüler.

## Namhafte Lehrer
- Karl Spatz (1845–1907), Direktor, Fachlehrer für Baukonstruktion, Baumaterialienlehre und Bauzeichen
- Ferdinand Moser (1859–1930), Direktor, Fachlehrer für Schattenkonstruktion, Perspektive und ornamentales Zeichnen
- Eduard Brill (1877–1968), Direktor, Fachlehrer
- Caspar Augustin Geiger (1847–1924), Fachlehrer für dekorative Kunst
- Janez Šubic (1850–1889), Fachlehrer für dekorative Kunst
- Theodor von Kramer (1852–1927), Fachlehrer für Freihandzeichnen und Dekorationsmalerei
- Eduard Sack (1857–1913), Fachlehrer für Perspektive und Schattenkonstruktionen[7]
- Gustav Adolf Bernd (1869–1942), Fachlehrer für Bildhauerei

## Namhafte Schüler
- Gustav Adolf Bernd (1869–1942), Bildhauer
- Albert Weisgerber (1878–1915), Maler
- Jakob Jausel (1878–?), Bildhauer Kaiserslautern
- Josef Pabst (1879–1950), Bildhauer
- Rudolf Henn (1880–1955), Bildhauer
- Friedrich Lutz (1880–1934), Bildhauer, aus Bad Bergzabern, ansässig in Laudenbach (Weikersheim)[8]
- Hermann Alker (1885–1967), Architekt